# Foxconn
Foxconn International Holdings Ltd (cinese tradizionale: 富士康科技集團; cinese semplificato: 富士康科技集团; ) è una azienda multinazionale taiwanese. È la più grande produttrice di componenti elettrici ed elettronici per gli OEM in tutto il mondo, e produce principalmente su contratto ad altre aziende tra le quali Amazon, Apple, Dell, HP, Microsoft, Motorola, Nintendo, Nokia (solo per il mercato cinese), HMD Global, Sony, BlackBerry e Xiaomi.

## Storia
È stata fondata nel 1974 come produttore di prodotti di plastica (in particolare i connettori) per televisori, da Terry Gou, che resta il suo amministratore delegato. Nel 1980 apre linee di fabbricazione di connettori per personal computer. La società ha aperto il suo primo impianto produttivo in Cina nel 1988, una fabbrica di Shenzhen che ora è l'impianto più grande, con più di 330.000 dipendenti. A partire dal 1994, Foxconn ha acquistato vari centri di sviluppo negli Stati Uniti d'America e in Giappone.
Dal 2009 la Foxconn è stata spesso tristemente citata sulle pagine di cronaca a causa di una serie di suicidi che hanno coinvolto i suoi dipendenti. Dall'inizio del 2010 ci sono stati 11 suicidi (quasi tutti compiuti gettandosi dai piani alti del palazzo in cui ha sede la società), 2 tentativi falliti e 16 suicidi sventati fra gli impiegati dell'azienda taiwanese che ha alle sue dipendenze oltre un milione di lavoratori. È il più alto numero di suicidi in un'azienda, causato dallo stress da iperlavoro e dalle cattive condizioni per i lavoratori. Per far fronte a tali problematiche la società si è anche rivolta al supporto di monaci buddisti.
Nel 2021 presenta il proprio marchio automobilistico Foxtron dedicato ai veicoli elettrici, con un crossover ed una berlina disegnata da Pininfarina.

## Impianti produttivi
Foxconn ha impianti produttivi in Asia, Europa e America Latina, dove assembla circa il 40 percento dei prodotti di elettronica di consumo del mondo.

### Cina

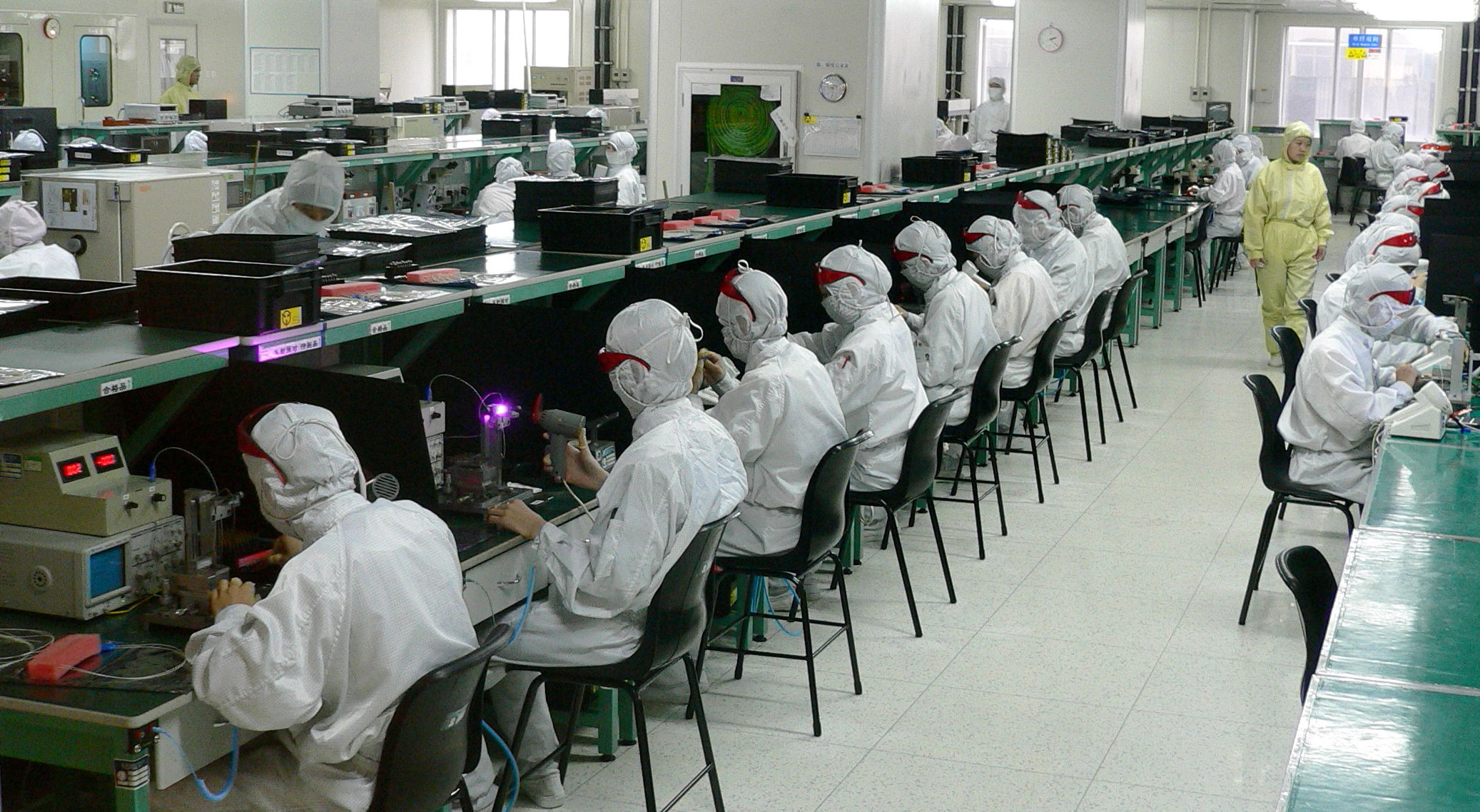
Lavoratori in una fabbrica Foxconn a Shenzhen

Foxconn ha 13 impianti in nove città cinesi, il numero più alto rispetto a qualunque altro paese. La più grande fabbrica al mondo della Foxconn si trova a Longhua, Shenzhen, dove centinaia di migliaia di lavoratori (diverse fonti indicano 230 000, 300 000 e 450 000) che sono impiegati nel Longhua Science & Technology Park: un campus alle volte chiamato "Foxconn City" o "iPhone City".
Questo campus copre circa 3 chilometri quadrati, e include 15 fabbriche, dormitori per i dipendenti, una piscina, una caserma dei pompieri, un network televisivo (Foxconn TV) e un centro commerciale completo di alimentari, banca, ristorante, libreria e ospedale.
L'azienda ha fatto installare delle reti antisuicidi, perché troppi operai si sono lanciati dalla finestra per lo stress dovuto ai turni di lavoro massacranti. Nel 2016 Foxconn ha sostituito 60.000 dei 110.000 operai con dei robot in una delle sue fabbriche cinesi.

### Europa

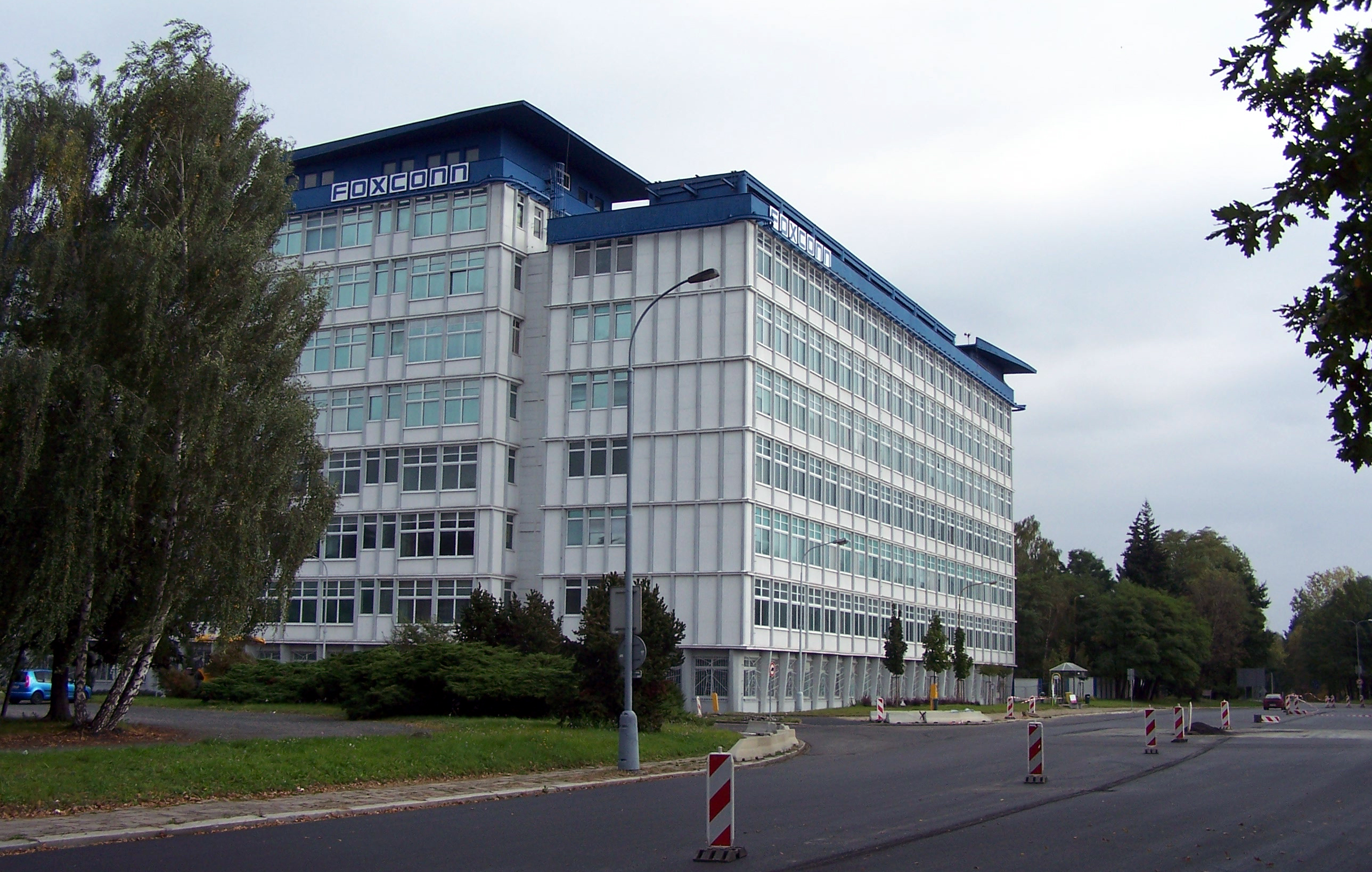
Una fabbrica Foxconn in Repubblica Ceca

Foxconn ha fabbriche in Slovacchia e in Repubblica Ceca.

### Malesia
A partire dal 2011, Foxconn ha una fabbrica nello stato di Johor, a Kulaijaya, dove sta sviluppando un parco industriale che includerà 4 stabilimenti.

### Messico
Foxconn ha un impianto a San Jerónimo nello stato di Chihuahua dove assembla computer e due impianti a Juárez una ex base di produzione di cellulari Motorola, e una fabbrica di set-top box acquisita da Cisco Systems. Nel paese inoltre la Foxconn produce televisori LCD.

## Prodotti
È il produttore di iPod, iPhone, iPad, PlayStation 2, PlayStation 3, PlayStation 4, PlayStation 5, PlayStation Vita, Wii, Nintendo 3DS, Xbox 360, Amazon Kindle, Televisori LCD Sony Bravia.